# سوني ليندستورم
سوني ليندستورم (بالسويدية:Sune Lindström) (‏1906 - 1989) مهندس معمار سويدي ولد في 1906 ودرس في المعهد الملكي للتكنولوجيا ما بين 1926 و 1931، صمم مكتبة الهندسي أبراج الكويت ما بين 1971 و 1976.

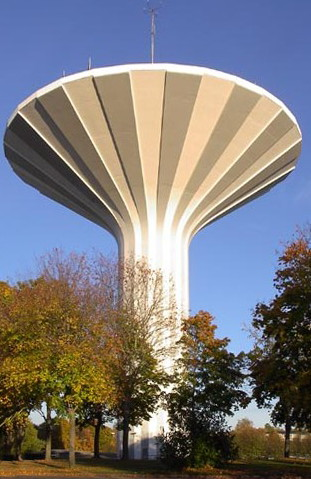
خزان ماء في أوربرو, 1954-1958.
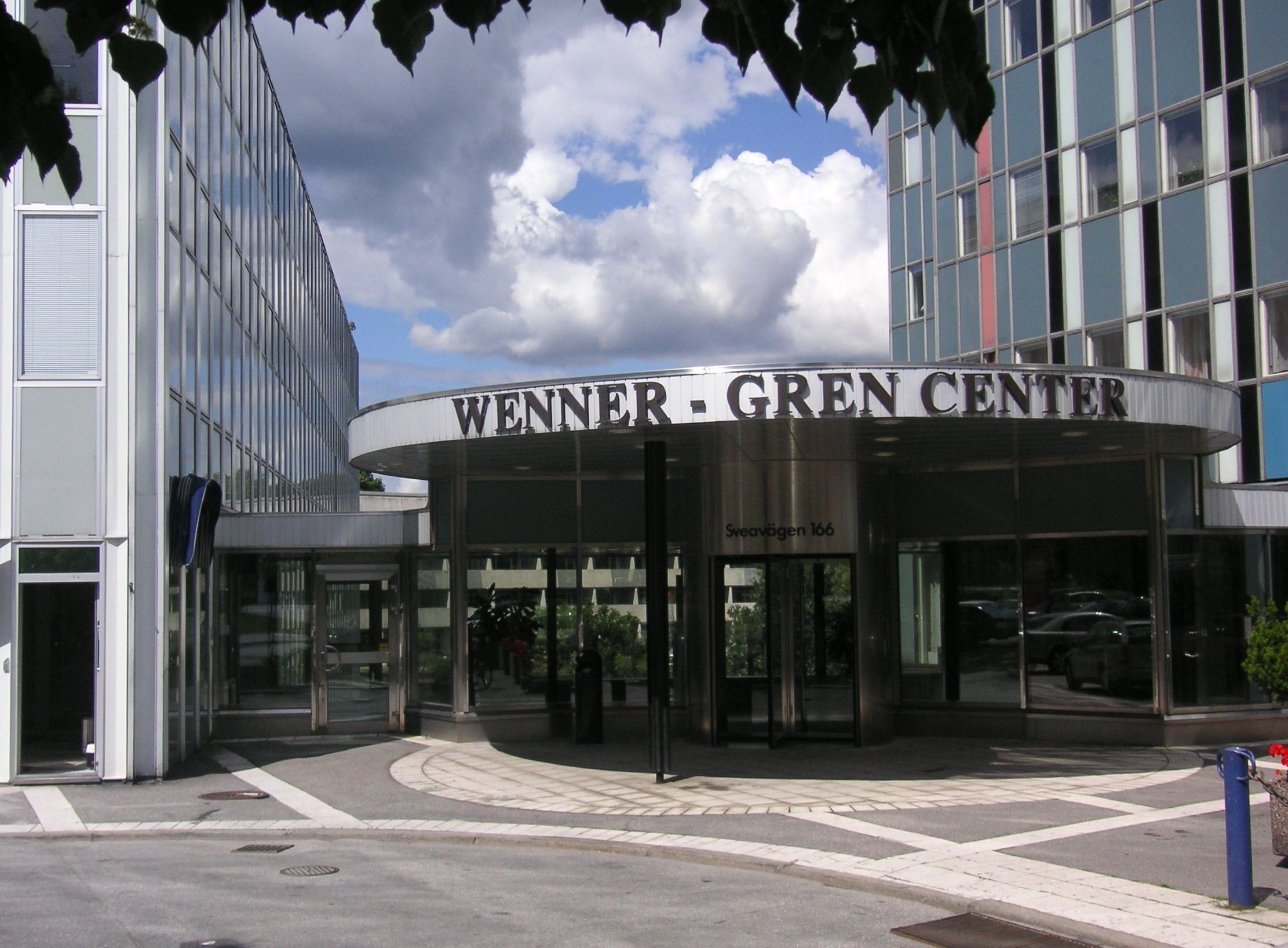
مركز Wenner-Gren في ستوكهولم, 1959.
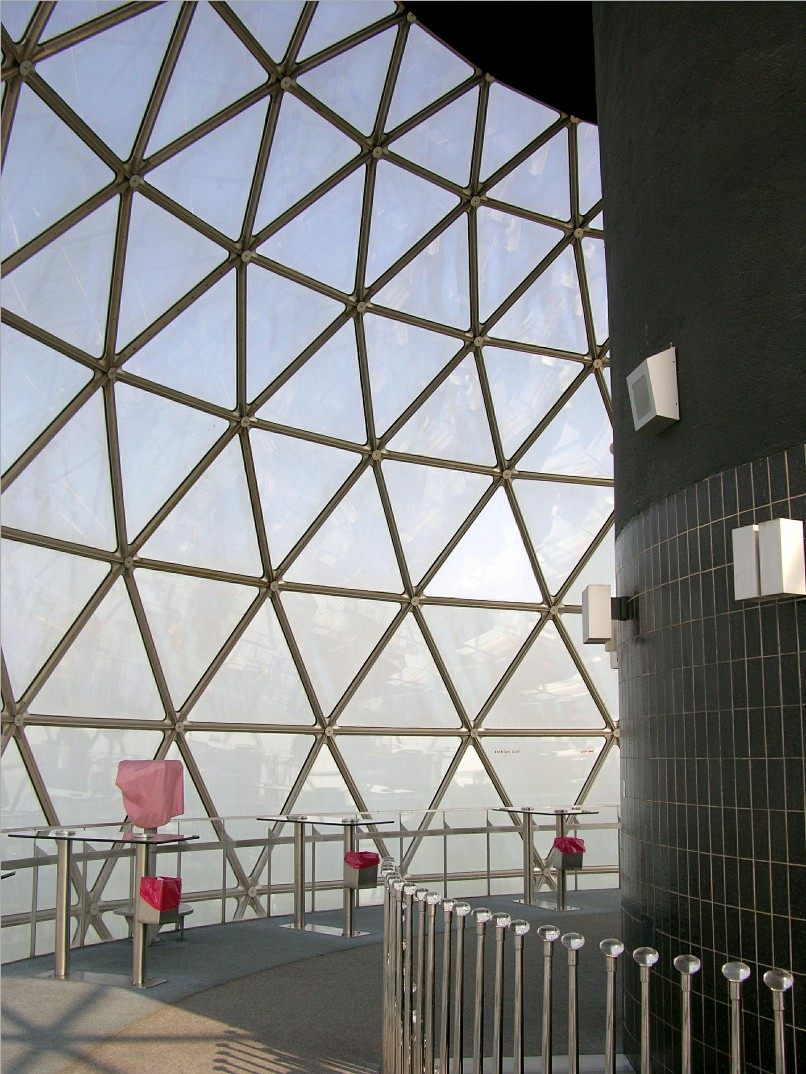
من داخل أبراج الكويت